# Karel Vilém Medau

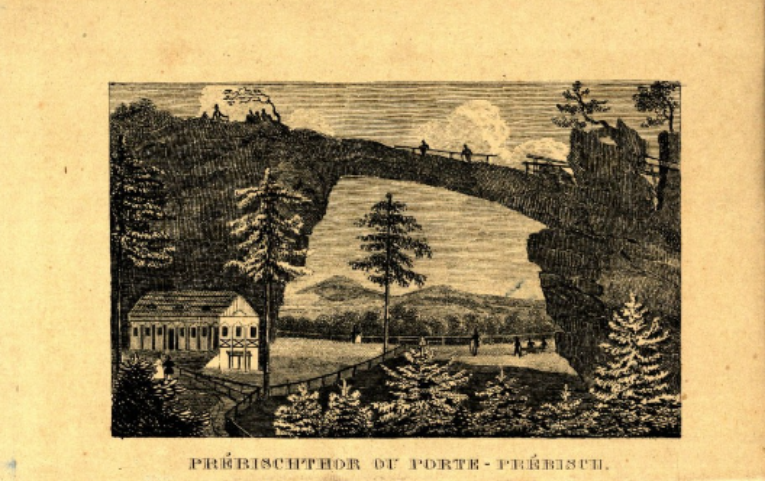
Pravčická brána, knižní ilustrace 1840, tisk Karel Vilém Medau

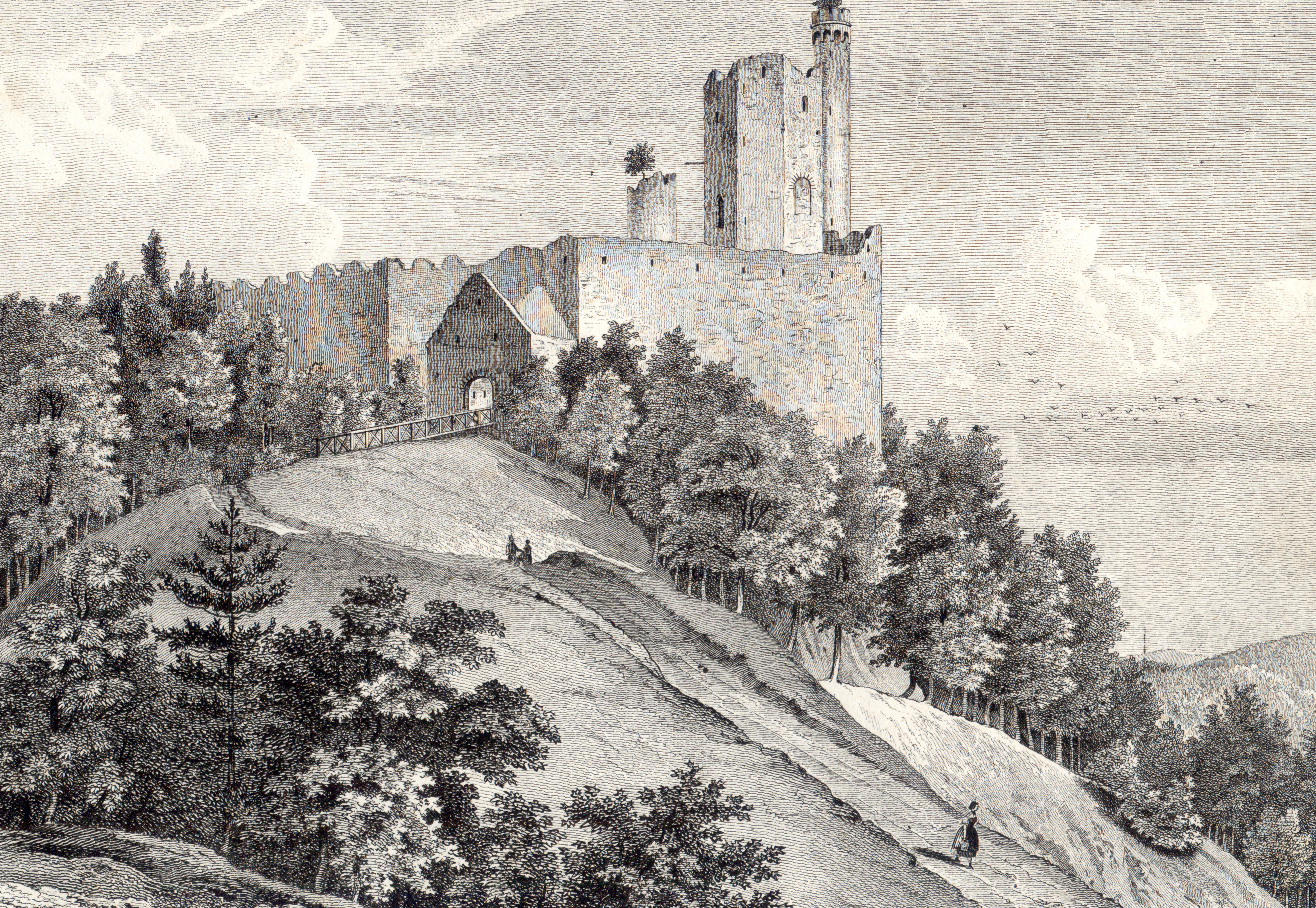
Zbytky Nového hradu u Olomučan, kolem roku 1848, autoři Franz Alexander Heber, Joseph Richter, tisk Karel Vilém Medau

Karel Vilém Medau, též Karl Wilhelm Medau, firma označována C. W. Medau et Comp. (1791 Štětín – 16. února 1866 Litoměřice) byl tiskař, písmolijec, knihkupec a nakladatel původem z Pruska, jeden z průkopníků litografie a dřevorytu v Čechách, vydavatel Havlíčkových Pražských novin.

## Život
Otec Karla Medaua, Daniel Medau, byl krejčovský mistr ve Štětíně (tehdy Prusko, nyní Polsko). Ve Štětíně se Karel Medau vyučil knihtiskařem u místního tiskaře Karla Viléma Struckea.
Karel Medau se v Litoměřicích stal faktorem tiskárny Františka Laubeho, kterou vedl od roku 1812. Když majitel tiskárny 8. července 1815 ve věku 25 let zemřel, požádal Medau úřady, aby tiskárnu mohl vést pod svým jménem s tím, že se s vdovou Laubeovou ožení. Pro formální překážky se stal vlastníkem tiskárny až po sňatku, počátkem roku 1817. Od počátku roku 1820 pak žádal ještě o knihkupeckou koncesi, kterou získal v dubnu téhož roku.
Od roku 1830 usiloval o založení pobočky své tiskárny v Praze. To se mu zdařilo až v roce 1837 a pod jeho jménem fungovala tiskárna do roku 1855. V roce 1856 ji převzal Medauův krajan, zvonař a tiskař Karel Ferdinand Bellmann (1820–1893).
Karel Medau zemřel v Litoměřicích a byl pohřben na místním hřbitově.

### Rodinný život
Dne 18. listopadu 1816 se v Litoměřicích oženil se čtyřiadvacetiletou vdovou Elisabeth Laubeovou, která již měla z prvního manželství dítě. V manželství se v Litoměřicích narodilo celkem osm dět. Dcery Elisabeth (*1816) a Karolina (*1821) pobývaly s rodiči od roku 1834 v Praze.

## Dílo

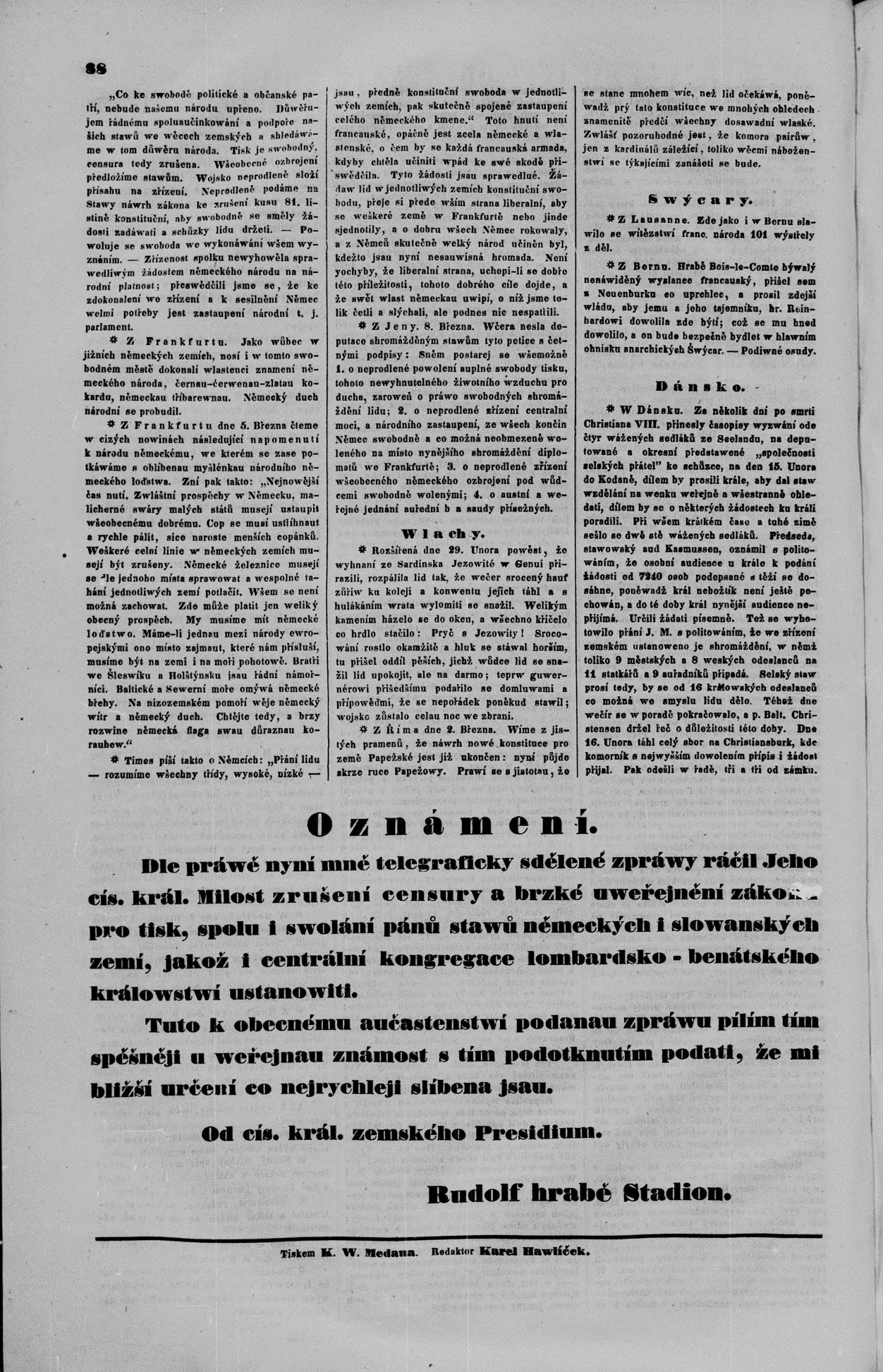
Pražské noviny, 16. 3. 1848, s. 4 (dole: vydavatel K. V. Medau, redaktor Karel Havlíček - oznámení o zrušení cenzury)

V litoměřické tiskárně tiskl Medau kalendáře, německé nábožné písně pro litoměřický seminář a další příležitostné tisky.
Významné jsou tisky topograficky zaměřených publikací Františka Alexandra Hebera (1815–1849): totiž sedmidílné
- Böhmens Burgen, Vesten und Bergschlösser (7 svazků, Praha 1844–1849)
- Mährens Burgen und ihre Sagen (Praha 1848).

Medau dále vydával a tiskl literaturu pro mládež a ilustrované časopisy (Erinnerungen an merkwürdige Gegenstände und Begebenheiten, vydáno ve Vídni a Praze 1821–1854). V letech 1845–1848 vydával Pražské noviny a v letech 1848–1851 komerčně velmi úspěšný Pražský večerní list.

### Pražské noviny a Karel Havlíček Borovský
Medau odkoupil Pražské noviny v roce 1845. Když pro list hledal nového redaktora, doporučil mu František Palacký Karla Havlíčka Borovského, který se stal redaktorem Pražských novin od 1. ledna 1846. Z počátečního nákladu 160 předplatitelů se jejich počet zvýšil během jednoho roku na 1 600. V jednom z posledních vydání Pražských novin, která Havlíček redigoval, bylo oznámeno zrušení cenzury. Redakci předal 4. dubna 1848 Karlu Sabinovi (jehož jméno jako redaktora již bylo uvedeno na nejbližším následujícím vydání z 6. 4. 1848) a následující den po předání vydal vlastní Národní noviny.

## Zajímavosti

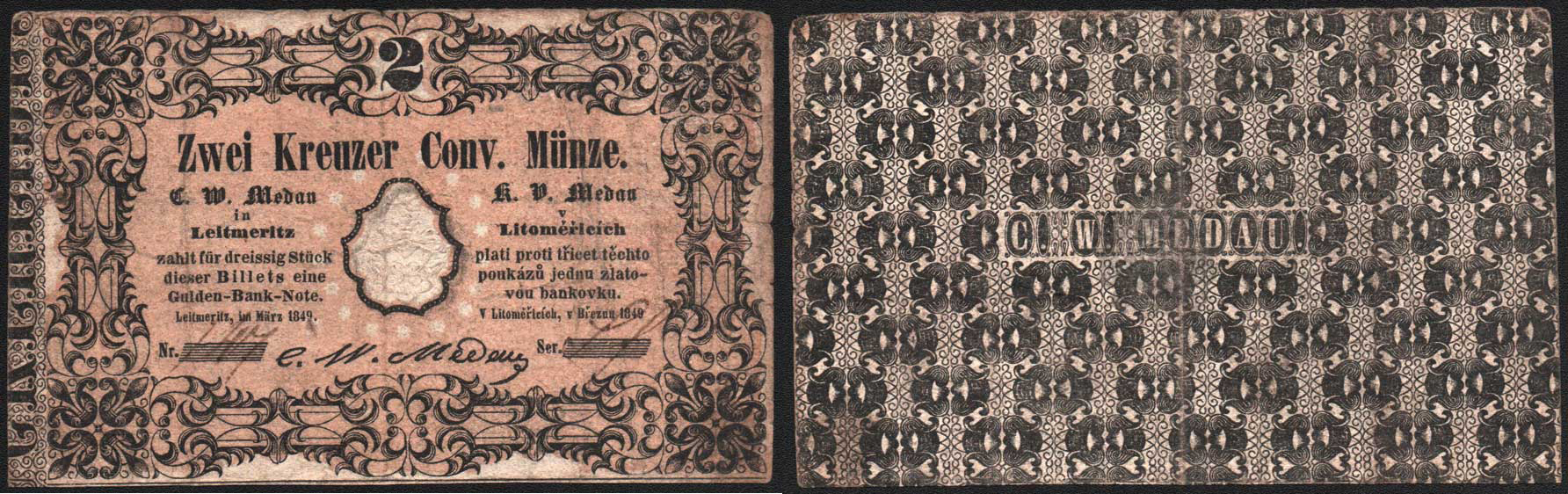
Nouzové platidlo 4 krejcary, Litoměřice, 1849, tisk C. W. Medau

- Karel Medau byl pokřtěn jako evangelík, v českých matrikách je uváděn jako katolík; až v úmrtní matrice je opět zapsán jako evangelík.[1][7] (Zdroje uvádějí, že rodné město a Prusko opustil kvůli svému evangelickému náboženství,[6] tomu ale matriční údaje neodpovídají.)
- V roce 1848 bylo v Rakousku zastaveno měnění bankovek za kovové mince a vzniknul nedostatek mincí. V letech 1848–1850 proto začala města tisknout tzv. nouzová platidla. Firma Karla Medaua je tiskla pro město Litoměřice.[11]
- Jako nakladatel se Medau nevyhnul soudním sporům:
  - V roce 1861 byl žalován jako vydavatel a redaktor týdeníku Leitmeritzer Wochenblatt pro urážku člena císařského domu.[12]
  - V letech 1863–1864 byl souzen pro zanedbání své povinnosti, když jím vydaný tisk měl způsobit přečin pobuřování proti české národnosti.[13][14]